# Anihilare (film)
Anihilare (în engleză Annihilation) este un film SF thriller scris și regizat de Alex Garland după un roman omonim de Jeff VanderMeer. A fost produs în Statele Unite ale Americii de studiourile Skydance Media[*] și a avut premiera la 13 aprilie 2018, fiind distribuit de Paramount Pictures. Coloana sonoră este compusă de Geoff Barrow. 

## Distribuție
Rolurile principale au fost interpretate de actorii:

Natalie Portman
Jennifer Jason Leigh
Oscar Isaac
Gina Rodriguez[*]
Tessa Thompson[*]
Tuva Novotny[*]
Benedict Wong
John Schwab[*]
David Gyasi[*]  .